# Vrýsinas
Vrýsinas är ett berg i Grekland.   Det ligger i regionen Kreta, i den sydöstra delen av landet, 300 km söder om huvudstaden Aten. Toppen på Vrýsinas är 837 meter över havet, eller 415 meter över den omgivande terrängen. Bredden vid basen är 5,6 km.
Terrängen runt Vrýsinas är huvudsakligen kuperad.Runt Vrýsinas är det glesbefolkat, med 20 invånare per kvadratkilometer. Närmaste större samhälle är Rethymnon, 6,6 km norr om Vrýsinas. Trakten runt Vrýsinas består till största delen av jordbruksmark.